# Sacajawea Patera
Sacajawea Patera is een caldeira op de planeet Venus. Sacajawea Patera werd in 1982 genoemd naar Sacagawea, een indiaanse vrouw uit de Shoshone-stam.
Sacajawea Patera is een grote, langwerpige caldeira met een diameter van 233 kilometer, in het westen van Ishtar Terra op het gladde plateau van Lakshmi Planum, in het quadrangle Lakshmi Planum (V-7).. Hij is ongeveer 420 kilometer breed aan de basis. Sacajawea Patera is een depressie van ongeveer 1 à 2 kilometer diep, langwerpig in een zuidwest-noordoostelijke richting. De depressie wordt begrensd door een zone van perifere kromlijnige structuren die worden gezien als graben en breuklijnen. Deze structuren liggen 0,5 à 4 kilometer uit elkaar, zijn 0,6 tot 4 kilometer breed en tot 100 kilometer lang. Ze strekken zich uit tot ongeveer 140 kilometer ver vanaf het zuidoosten van de patera en er wordt aangenomen dat er een uitbarsting van magma kan hebben plaatsgevonden.
De inslagkrater Zlata, ongeveer 6 kilometer in diameter, bevindt zich in de zone van graben ten noordwesten van de patera. Er worden weinig stromingskenmerken waargenomen, mogelijk als gevolg van de leeftijd en de staat van degradatie van de stromingen. Gevlekte heldere afzettingen met een breedte van 4 à 20 kilometer bevinden zich nabij de periferie en in het midden van de paterabodem. Ten zuidwesten van de patera worden diffuse vlekken van donker materiaal van ongeveer 40 kilometer breed waargenomen, bovenop delen van de omringende graben. Men denkt dat de vorming van Sacajawea Patera een gevolg is van drainage en ineenstorting van een grote magmakamer. Gebieden met complex, sterk vervormd tessera-achtig terrein bevinden zich ten noorden en oosten van de patera.